# Kresna-Raslog-Aufstand
Der Kresna-Razlog-Aufstand (bulgarisch Кресненско-Разложко въстание Kresnensko-Rasloschko wastanie) von den Aufständischen auch Makedonischer Aufstand (bulgarisch Македонското въстание Makedonsko wastanie) genannt, war ein bulgarischer und mazedonischer Aufstand gegen die osmanische Herrschaft, der Ende 1878 und Anfang 1879 vor allem in den Gebieten des heutigen Pirin-Mazedoniens (heute in Bulgarien) stattfand. Da der Aufstand auch Gebiete in der heutigen Republik Nordmazedonien umfasste, wird er von der Historiographie dort auch nur als Kresna-Aufstand (mazedonisch Кресненско востание Kresnensko vоstanie) bezeichnet.

## Vorgeschichte

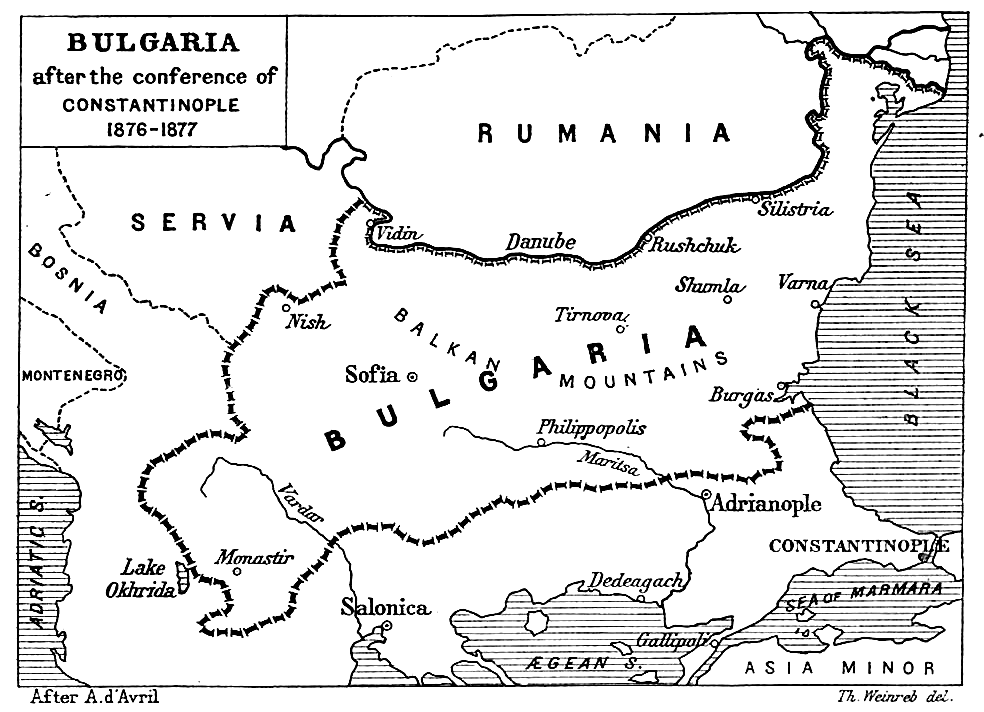
Auf der Konferenz von Konstantinopel projektierte Grenzen Bulgariens (die vorgesehene innerbulgarische Grenze ist nicht dargestellt).

Nach dem blutigen Aprilaufstand von 1876 in Bulgarien brach der Russisch-Türkische Krieg von 1877–1878 aus, der mit einem Sieg Russlands und dem Frieden von San Stefano endete. Die Entscheidungen von San Stefano, einen bulgarischen Staat in den Grenzen der Konferenz von Konstantinopel auf Basis des Einflussbereich des bulgarischen Millets (Eksarhhâne-i Millet i Bulgar) der bulgarisch-orthodoxen Kirche zu schaffen, wurde jedoch von den Großmächten im Berliner Kongress revidiert. Anstatt eines unabhängigen Bulgariens wurde ein autonomes Fürstentum Bulgarien (heute Nordbulgarien) geschaffen. Die bulgarische Bevölkerung im ehemaligen Eyâlet Rumelien (Ostrumelien in Trakien und Westrumelien in Makedonien) blieb unter osmanischer Herrschaft, wobei mit der Provinz Ostrumelien (heute Südbulgarien) eine neue und autonome osmanische Provinz geschaffen wurde.
Als Reaktion auf die Entscheidungen des Berliner Kongresses und um die nationale Vereinigung doch zu vollenden, wurden die Komitees Edinstwo (bulgarisch Единство' ‚Einheit‘) auf Initiative unter anderem von Ljuben Karawelow und Stefan Stambolow gebildet. Die Komitees wurden nach dem Vorbild der Inneren Revolutionären Organisation (IRO), welche den Aprilaufstand erfolgreich organisierten, aufgebaut und zielten auf die gleichzeitige Befreiung Westrumeliens (Makedoniens) und Ostrumeliens von der osmanischen Herrschaft und den Zusammenschluss aller bulgarischen Gebiete. Das Erste Komitee wurde in Weliko Tarnowo ins Leben ausgerufen.
Der Aufstand wurde von Truppen unterstützt, die aus dem Fürstentum Bulgarien in das Gebiet eingedrungen waren. Infolge von Unstimmigkeiten innerhalb der Führung verlor der Aufstand seinen anfänglichen Erfolg und wurde von der osmanischen Armee niedergeschlagen.

## Kontroverse

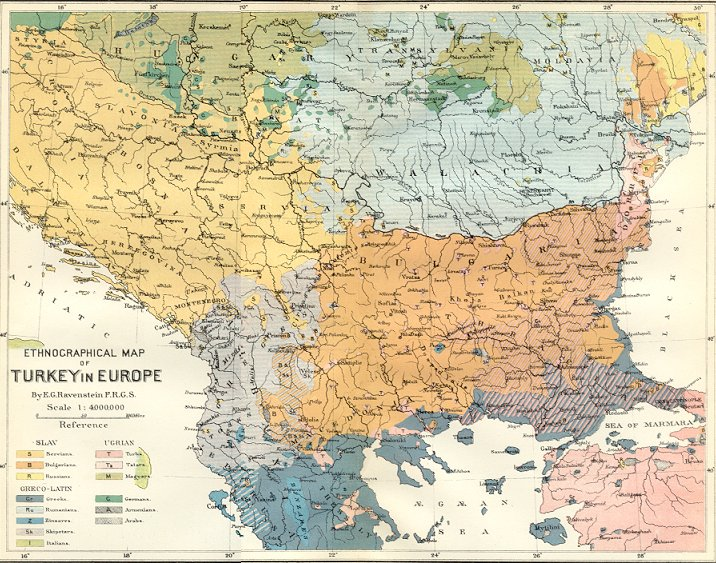
Ethnische Zusammensetzung des Balkans im Jahr 1870

Der Aufstand gilt heute neben Bulgarien auch in Nordmazedonien als Teil des Kampfes ihrer Nationen gegen die osmanische Herrschaft. In Bulgarien wird er als Teil des politischen Freiheitskampfs gesehen, der mit der Bulgarischen Aufklärung begann und sich in einer Reihe von Aufständen einreiht. Neben den Teilnehmern waren auch die Organisatoren vom Komitee der Edinstwo (dt. Einheit) selbst in vorgelagerten bulgarischen Organisationen und Revolten beteiligt. Ihr gemeinsames Ziel war die Befreiung und die anschließende Vereinigung Bulgariens und den noch unter osmanischer Herrschaft stehenden Gebiete Makedoniens. In Nordmazedonien geht man seit der Gründung der Sozialistische Republik Mazedonien und mit Hintergrund der mazedonischen Nationenbildung davon aus, dass der Aufstand von zwei verschiedenen Völkern mit unterschiedlichen Zielen geführt wurde. So strebten die Mazedonier praktisch nach Unabhängigkeit, während die makedonischen Bulgaren versuchten, den Aufstand zur Verwirklichung ihrer großbulgarischen Ideen zu nutzen. Die nordmazedonische Geschichtsschreibung im ehemaligen Jugoslawien hatte in der Nachkriegszeit den Aufstand gar als angeblich antibulgarische Revolte aufgearbeitet. Auch wenn die mazedonische Identität zur Zeit des Aufstandes nur in einer kleinen Gruppe verwurzelt war und diejenigen Mazedonier, die ein klares ethnisches Bewusstsein hatten, sich als Bulgaren sahen.
Wie bei den meisten Ereignissen und Entwicklungen des 19. Jahrhunderts in der Region Mazedonien ist die Frage der nationalen und ethnischen Zugehörigkeit der Aufständischen in der Republik Nordmazedonien umstritten. Der Aufstand wird von den Historikern aus Nordmakedonien als ethnisch mazedonisch angesehen und eine Beteiligung von makedonischen Bulgaren negiert. Dieses gilt jedoch als ahistorisch und als Versuch zeitgenössische ethnische Unterschiede in die Vergangenheit zu projizieren. Sie stützen ihre Auffassung von der Existenz einer mazedonischen Ethnie zu jener Zeit auf ein einziges Dokument: die Proklamation des Kresna-Aufstandes. Dieses Dokument wird jedoch von den Wissenschaftlern außerhalb des Landes als Täuschung betrachtet. Bulgarische Historiker wiesen darauf hin, dass es kein erhaltenes Original gibt, dass eine anachronistische Sprache verwendet wird und dass der Inhalt in Widerspruch zu den anderen erhaltenen Dokumenten steht. Die Bulgaren argumentierten, dass es ein erhaltenes Original namens „Vorläufige Regeln für die Organisation des mazedonischen Aufstands“ gibt, das von Stefan Stambolow und Nathanail von Ohrid verfasst wurde. Auch weisen sie auf die Korrespondenz der Aufständischen mit den bulgarischen Komitees Edinstwo hinweist.